# Ramses I
Ramses I var en farao i det forntida Egypten och grundare av Egyptens nittonde dynasti. Han regerade i sexton månader 1292-1290 f.Kr.
Han föddes som Paramessu, och var militär, chef för bågskyttarna och så småningom general. Han tjänstgjorde även som överstepräst vid Amontemplet. Han uppskattades av den artonde dynastins siste farao Horemheb, som utnämnde honom till sin vesir. Då Horemheb, som själv kom från samma bakgrund som Paramessu, inte hade någon arvtagare utsågs han till dennes medregent under Horemhebs sista år, och därmed även efterträdare.
Ramses I, som var gammal redan då han kröntes och utsåg sin son Seti I som medregent, dog efter sexton månader och begravdes KV16 i Konungarnas dal i Thebe. Hans grav, som upptäcktes 1817 av Giovanni Belzoni, är liten och ser ut att ha byggts i all hast. Ramses I:s mumie såldes 1860 i Luxor till James Douglas av gravplundrare, och sannolikt har den tidigare stulits från TT320.